# (27784) 1992 OE
(27784) 1992 OE là một tiểu hành tinh vành đai chính. Nó được phát hiện bởi Robert H. McNaught ở Đài thiên văn Siding Spring ở Coonabarabran, New South Wales, Australia, ngày 27 tháng 7 năm 1992.